# 不疏园
不疏园是清代乾隆至咸丰年间，徽州府歙县西溪村（今属郑村镇）汪氏的私家园林兼学馆，由徽商汪泰安（1699-1761年）斥巨资建于乾隆年间，藏书丰富。这里不仅是汪氏子孙读书处，还是皖派朴学的发祥地。江永执教于此七年（1752—1758），“江门七子”戴震、郑牧、汪肇龙、汪梧凤、程瑶田、方矩、金榜、在此研学并著书立说。 

不疏园面积约3亩，内有亭阁楼轩十余处：“半隐阁”、“四部书楼”、“拜经草堂”、“松溪书屋”、“勤思楼”、“竹北华南”藏书楼、“听雨”轩、“双桐得夏阳”、“黄山一角”、六宜亭、“别韵”轩、“山泉响”瀑布假山、“不浪舟”石舫。
咸丰年间，“不疏园”毁于兵乱。汪梧风胞弟汪漪五世孙汪宗沂在紧临不疏园遗址的南边建筑了“韬庐”，内有藕溪楼、辑易轩、抱冲亭、芙蓉池、梅坪、云起石、嘉雨轩、延年室等胜景。黄宾虹、许承尧和汪采白都曾在此就读。韬庐毁于后来。